# Aosta-Gran San Bernardo
La Aosta-Gran San Bernardo è stata una gara automobilistica disputata in Italia tra il 1920 e il 1957.

## Albo d'oro
Elenco dei vincitori della corsa.
| Anno | Pilota                      | Vettura          |
| ---- | --------------------------- | ---------------- |
| 1920 | Caberto Conelli             | Fast             |
| 1921 | Giovanni Farina             | Itala            |
| 1922 | Alfieri Maserati            | Isotta Fraschini |
| 1923 | Alfieri Maserati            | Diatto           |
| 1924 | Eugenio Beria d'Argentine   | Spa              |
| 1925 | Diego de Sterlich Aliprandi | Diatto           |
| 1930 | Guglielmo Carraroli         | Alfa Romeo       |
| 1931 | Gianni Battaglia            | Alfa Romeo       |
| 1947 | Giovanni Bracco             | Maserati         |
| 1948 | Hans Stuck                  | Cisitalia        |
| 1949 | Piero Taruffi               | Cisitalia        |
| 1950 | Toni Branca                 | Gordini          |
| 1951 | Hans Stuck                  | AFM              |
| 1952 | Pietro Palmieri             | Ferrari          |
| 1953 | Willy Daetwyler             | Alfa Romeo       |
| 1954 | Eugenio Castellotti         | Lancia           |
| 1955 | Umberto Maglioli            | Ferrari          |
| 1956 | Willy Daetwyler             | Ferrari          |
| 1957 | Willy Daetwyler             | Maserati         |

## Edizioni

### 1920
La I Aosta- Gran San Bernardo venne disputata il 29 agosto 1920 sulla distanza di km 30,500. Aperta alle vetture della categoria Corsa si concluse con il seguente podio:
1. Carlo Alberto Conelli su Fast in 35'20"0 alla velocità media di 47,739 km/h.
2. Felice Nazzaro su Nazzaro in 43'41"2.
3. Concaris su Fast in 43'54"6.

### 1921
La II Aosta- Gran San Bernardo venne disputata il 28 agosto 1921 sulla distanza di km 30,500. Aperta alle vetture della categoria Turismo e Sport si concluse con il seguente podio:
1. Ferdinando Minoia su Mercedes-Benz in 31'36"8 alla velocità media di 51,998 km/h.
2. Remy Reville su Peugeot in 35'16"0.
3. Caberto Conelli su Fast

### 1922
La III Aosta- Gran San Bernardo venne disputata il 30 luglio 1922 sulla distanza di km 30,500. Aperta alle vetture della categoria Turismo e Corsa si concluse con il seguente ordine d'arrivo:

Alfieri Maserati, il vincitore della corsa.

1. Alfieri Maserati su Isotta Fraschini (Corsa +3000) in 32'28" alla velocità media di 56,656 km/h.
2. Franz Conelli su Ballot (Corsa +3000) in 32'45".
3. Giuseppe Campari (Corsa +3000) su Alfa Romeo in 33'58".
4. John Scales su Chiribiri (Corsa 1500) in 37'10".
5. Enzo Piacenza su Mercedes-Benz (Turismo +3000) in 38'03".
6. Piero Cattaneo su Ceirano (Corsa 3000) in 38'15".
7. Giulio Aymini su Fiat (Corsa 1500) in 39'01".
8. Enzo Ferrari su Steyer (Corsa 3000) in 39'23".
9. Luigi Magliano su Fiat (Corsa 1500) in 39'39".
10. Luigi Tornielli su Bugatti (Corsa 1500) in 40'10".
11. Armando Avezzano su Ceirano (Turismo 3000) in 42'20".
12. Emilio Roggeri su Fiat (Turismo 1500) in 45'19".
13. Costantino Petromilli su Petromilli ( Corsa 1500) in 45'27".
14. Ada Chiribiri su Chiribiri (Corsa 1500) in 46'06".
15. Giacinto Tabozzi su Ceirano (Turismo 3000) in 50'21".

Risultano iscritti alla gara anche Arnaldo Bassi su Diatto (Turismo 3000), Eugenio Silvani su Silvani (Corsa 1500), Battista Farina su Fiat (Corsa 1500), Giacinto Ghia (Corsa 1500), Giulio Foresti su Ballot (Corsa 3000), Giuseppe Mussini su Diatto (Corsa 3000), Antonio Ascari su Alfa Romeo (Corsa 3000) e su Packard (Corsa +3000), Arturo Concaris su Spa (Corsa 3000), Gastaldetti su Fast (Corsa 3000), Ugo Sivocci su Alfa Romeo (Corsa 3000), Carlo Spagnoletti su Aquila Italiana (Corsa +3000), Antonio Capirone su Nazzaro (Corsa +3000) per i quali non sono disponibili i risultati.

### 1923

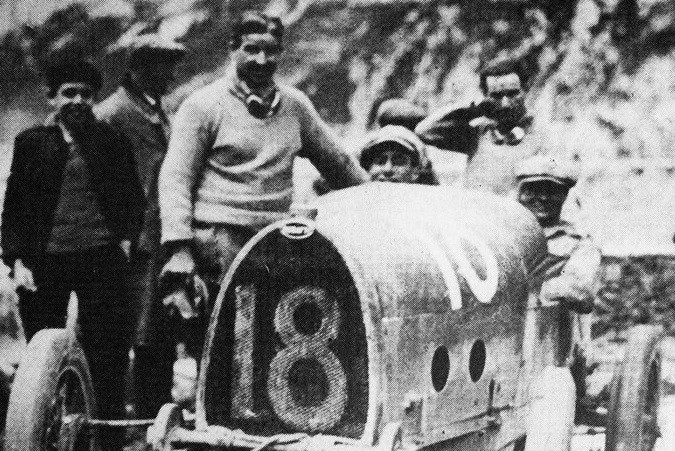
1923: Alfieri Maserati e Diego De Sterlich Aliprandi.

La IV Aosta- Gran San Bernardo venne disputata il 29 luglio 1923 sulla distanza di km 34,300 ed era aperta alle vetture della categoria Turismo e Sport. Si concluse con il seguente ordine d'arrivo.
1. Alfieri Maserati su Diatto (Corsa +3000) in 33'18"6 alla velocità media di 61,783 km/h.
2. Diego de Sterlich Aliprandi su Bugatti (Corsa 2000) in 35'35"6.
3. Alberti su Bugatti (Corsa 1500) in 37'06".
4. Abele Clerici su Fiat (Corsa 1500) i 37'30".
5. Boggio su Ceirano in 38'34".
6. Massimiliano Lancellotti su Diatto (Corsa 2000) in 39'26".
7. Bona su Lancia (Turismo +3000) in 41'34".
8. Ada Chiribiri su Chiribiri (Corsa 1500) in 42'34".
9. Alverà su Fiat (Corsa +3000) in 43'55".
10. Francesco Ricci su Aurea (Turismo 1500) in 46'09".
11. Piero Porro su Sénéchal (Cyclecars) in 47'41".

### 1924
La V Aosta- Gran San Bernardo venne disputata il 27 luglio 1924 sulla distanza di km 34,300. Aperta alle vetture della categoria Sport si concluse con il seguente podio:
1. Eugenio Beria d'Argentine su Spa in 35'07"0 alla velocità media di 58,557 km/h.
2. Cesare Gastaldetti su Fast in 37'14"6.
3. Diego de Sterlich Aliprandi su Bugatti in 37'54"0.

### 1925
La VI Aosta- Gran San Bernardo venne disputata il 26 luglio 1925 sulla distanza di km 34,300 ed era aperta alle vetture della categoria Turismo e Corsa. Si concluse con il seguente ordine d'arrivo:
1. Diego de Sterlich Aliprandi su Diatto (Corsa oltre 2000) in 32'51"0 alla velocità media di 62,642 km/h.
2. Pallavicini su Alfa Romeo (Corsa oltre 2000) in 35'46".
3. Giorgio Cerrato su Alfa Romeo (Corsa oltre 2000) in 36'19".
4. Abele Clerici su Salmson (Entro 1100) in 36'59"
5. Peyrot Angelo su Fiat (Entro 1500) in 40'30"
6. Jacod Augusto su Bianchi (Turismo entro 2000) in 46'09"
7. Tha Luigi su Temperino (Entro 1100) in 52'03"

Rit  Nino Farina su Chiribiri

### 1930
La VII Aosta- Gran San Bernardo venne disputata il 31 agosto 1930 sulla distanza di km 34,300 ed era aperta alle vetture della categoria Sport. Si concluse con il seguente ordine d'arrivo:
1. Guglielmo Carraroli su Alfa Romeo 6C 1750 (+1.5) in 31'46" alla velocità media di 64,211 km/h.
2. Emilio Gola su Alfa Romeo 6C 1500 (1.5) in 32'42".
3. Carlo Bucchetti su Itala (+1.5) in 33'20".
4. Penati su Alfa Romeo 6C 1500 (1.5) in 33'51".
5. Cravario Alfa Romeo (+1.5) in 34'40"
6. Giovanni Farina (+1.5) su Alfa Romeo 6C 1750 in 36'25"
7. Menchetti su Fiat 514 (1.5) in 36'27"
8. Ambrosini su Fiat 514 (1.5) in 36'47
9. Crema su Fiat 501 (1.5) in 37'37"
10. Coda su Lancia (+1.5) in 38'19"
11. Germano Bal su Fiat 520 (+1.5) in 42'52"
12. Giaccardo su Fiat 514 (1.5) in 44'57"
13. Sparviero su Fiat 509 (1.1) in 52'10"
14. Tha su Fiat 509 (1.1) in 52'48"

Rit  Pramaggiore (1.1)
Rit  Merlo (1.5)
Rit  Nino Farina su Alfa Romeo 6C 1750 (+1.5)
Rit  Lowenthal (+1.5)

### 1931
La VIII Aosta- Gran San Bernardo venne disputata il 9 agosto 1931 sulla distanza di km 34,300. Aperta alle vetture della categoria Sport si concluse con il seguente podio:
1. Gianni Battaglia su Alfa Romeo in 30'59"0 alla velocità media di 64,841 km/h.
2. Piero Dusio su Alfa Romeo in 31'30"4.
3. Guglielmo Carraroli su Alfa Romeo in 31'33"8.

### 1947
La IX Aosta- Gran San Bernardo venne disputata il 10 agosto 1947 sulla distanza di km 34. Aperta alle vetture della categoria Corsa e Sport si concluse con il seguente podio:
1. Giovanni Bracco su Fiat-Maserati-Marino in 26'43"0 alla velocità media di 76,356 km/h.
2. Piero Dusio su Cisitalia in 27'07"4.
3. Guido Scagliarini su Fiat in 27'31"4.

### 1948
La X Aosta- Gran San Bernardo venne disputata il 1º agosto 1948 sulla distanza di km 33,910. Aperta alle vetture della categoria Sport e Formula 2 si concluse con il seguente podio:
1. Hans Stuck su Cisitalia in 24'26"4 alla velocità media di 83,224 km/h.
2. Felice Bonetto su Cisitalia in 24'49"2.
3. Giovanni Bracco su Maserati in 24'55"0.

### 1949
L'XI Aosta- Gran San Bernardo venne disputata il 28 agosto 1949 sulla distanza di km 33,910. Aperta alle vetture della categoria Sport, Formula 1 e Formula 2 si concluse con il seguente podio:
1. Piero Taruffi su Cisitalia in 25'17"2 alla velocità media di 80,437 km/h.
2. Giovanni Bracco su Ferrari in 25'22"1.
3. Roberto Vallone su Ferrari in 26'24"1.

### 1950
L'XII Aosta- Gran San Bernardo venne disputata il 6 agosto 1950 sulla distanza di km 33,910. Aperta alle vetture della categoria Sport, Corsa si concluse con il seguente podio:
1. Toni Branca su Gordini in 25'30"6 alla velocità media di 79,733 km/h.
2. Franco Cortese su Cisitalia in 25'54"4.
3. Sergio Sighinolfi su Stanguellini in 25'55"8.

### 1951
La XIII Aosta- Gran San Bernardo venne disputata il 29 luglio 1951 sulla distanza di km 33,910. Aperta alle vetture della categoria Corsa e Sport si concluse con il seguente podio:
1. Hans Stuck su AFM in 24'21"4 alla velocità media di 83,507 km/h.
2. Giovanni Bracco su Ferrari in 25'00"4.
3. Franco Cortese su Ferrari in 25,32"4.

### 1952
La XIV Aosta- Gran San Bernardo venne disputata il 3 agosto 1952 sulla distanza di km 33,910. Aperta alle vetture della categoria Corsa, Sport e Gran Turismo si concluse con il seguente podio:
1. Pietro Palmieri su Ferrari in 24'34"0 alla velocità media di 82,819 km/h.
2. Bruno Sterzi su Ferrari in 24'40"0.
3. Hans Stuck su AFM in 25'03"2.

### 1953
La XV Aosta- Gran San Bernardo venne disputata il 26 luglio 1953 sulla distanza di km 33,910. Aperta alle vetture della categoria Gran Turismo e Sport si concluse con il seguente podio:
1. Willy Daetwyler su Alfa Romeo in 23'25"2 alla velocità media di 86,855 km/h.
2. Roberto Piodi su Lancia in 24'57"0.
3. Pietro Palmieri su Lancia in 25'05"4.

### 1954
La XVI Aosta- Gran San Bernardo venne disputata il 25 luglio 1954 sulla distanza di km 33,910. Aperta alle vetture della categoria Gran Turismo e Sport si concluse con il seguente podio:
1. Eugenio Castellotti su Lancia in 22'58"8 alla velocità media di 88,511 km/h.
2. Salvatore Ammendola su Ferrari in 23'56"1.
3. Franco Bordoni su Gordini in 24'40"0.

### 1955
La XVII Aosta- Gran San Bernardo venne disputata il 17 luglio 1955 sulla distanza di km 33,910. Aperta alle vetture della categoria Gran Turismo e Sport si concluse con il seguente podio:
1. Umberto Maglioli su Ferrari in 22'36"4 alla velocità media di 89,946 km/h.
2. Olivier Gendebien su Ferrari in 23'38"1.
3. Franco Bordoni su Maserati in 23,39"4.

### 1956
La XVIII Aosta- Gran San Bernardo venne disputata il 22 luglio 1956 sulla distanza di km 33,910. Aperta alle vetture della categoria Gran Turismo, Turismo e Sport si concluse con il seguente podio:
1. Willy Daetwyler su Ferrari in 22'41"8 alla velocità media di 89,616 km/h.
2. Umberto Maglioli su Ferrari in 22'46"4.
3. Giuliano Giovanardi su Ferrari in 23'38"8.

### 1957
La XIX Aosta- Gran San Bernardo venne disputata il 1º settembre 1957 sulla distanza di km 33,910. Aperta alle vetture della categoria Gran Turismo, Turismo e Sport si concluse con il seguente podio:
1. Willy Daetwyler su Maserati in 22'10"9 alla velocità media di 91,697 km/h.
2. Wolfgang von Trips su Porsche in 22,19"6.
3. Hans Herrmann su Borgward in 22'24"1.